# Osei Tutu II
Ne doit pas être confondu avec Osei Tutu I.
Osei Tutu II (né Nana Barima Kwaku Duah ; 6 mai 1950) est le 16e Asantehene, intronisé le 26 avril 1999. De par son nom, Osei Tutu II succède directement au fondateur de l'Empire ashanti au XVIIe siècle, Osei Tutu Ier. Il est également chancelier de l'université des sciences et technologies Kwame-Nkrumah. Osei Tutu II est le grand patron de la Grande Loge du Ghana et le porte-épée de la Grande Loge unie d'Angleterre,,. Son titre royal complet est Otumfuo Nana Osei Tutu II (Sa Majesté royale Osei Tutu II).

## Biographie

### Jeunesse
Il est né le 6 mai 1950 et nommé Nana Barima Kwaku Duah, le troisième fils et le plus jeune des cinq enfants (trois fils et deux filles) de Afia Kobi Serwaa Ampem II, Ashantehemaa. Son père Kwame Boakye-Dankwa est de Kantinkyere et est également le duc Brehyia d'Ashanti. Kwame Boakye-Dankwa est décédée le 1er janvier 2002 à Kumasi.
Le nom de naissance de l'Asantehene Osei Tutu II, Barima Kwaku Duah, est celui de son grand-père paternel, Ohenenana Kwaku Duah (Nana Agari), Brahyiahene (chef de Brahyia), de Kantinkyiren dans le district d'Atwima.
Ses frères et sœurs incluent Ama Konadu, (Konadu Yiadom III) qui est la 14e Ashanteheemaa, ainsi que feu Barima Kwabena Poku, Barima Akwasi Prempeh.
Quand il a environ cinq ans, il emménage dans la maison royale de son oncle, Oheneba Mensah Bonsu, le Hiahene, intronisé en 1952, comme première préparation pour son futur rôle.
Osei Tutu a six enfants. Son père a d'autres descendants d'autres mariages, notamment Yaw Boateng, Kwaku Duah, Kwabena Agyei-Bohyen, Afua Sarpong et Ama Agyemang, Fredua Agyeman Prempeh, Kwasi Agyemang Prempeh et Kwasi Boachie Gyambibi.

### Éducation
Il fait ses études élémentaires à Kumasi et en 1964, il est allé à l'école secondaire Sefwi Wiaso où il obtient son niveau 'O' et est instruit par feu Omanhene (chef suprême) de Sefwi Wiawso, Kwadwo Aduhene II qui est un cousin de son oncle gardien, Oheneba Mensah Bonsu, Hiahene (chef de Hia). Il fréquente l'école secondaire Osei Kyeretwie (OKESS). Il étudie la comptabilité à l'ancien Institut d'études professionnelles, aujourd'hui connu sous le nom d'Université d'études professionnelles d'Accra. Il s'est ensuite inscrit à la Polytechnic of North London (aujourd'hui London Metropolitan University), où il obtient le diplôme en gestion et administration. Il reçoit un doctorat honorifique de l'université lors d'une cérémonie au Barbican Center le 11 janvier 2006.

### Carrière dans le secteur privé
Entre 1981 et 1985, il est consultant senior à la Mutual of Omaha Insurance Company à Toronto.
Il retourne à Londres en 1985 et devient gestionnaire du personnel du HPCC Stonebridge Bus Garage Project, dans le borough de Brent. Il fonde sa propre société de financement hypothécaire, Primoda Financial Services Limited. Il revient au Ghana en 1989 pour créer une entreprise de transport, la Transpomech International (Ghana) Limited.

## Asantehene
L'Asantehene est très vénéré dans la région Ashanti. Osei Tutu commente fréquemment le travail des politiciens ghanéens.
Il attire l'attention des médias internationaux après que certains des joyaux de la couronne Ashanti auraient été volés dans un hôtel d'Oslo en octobre 2012 alors qu'il assistait à une conférence dans la capitale norvégienne.
En août 2019, il célèbre les Akwasidae avec la communauté ghanéenne au Royaume-Uni lors d'une courte visite là-bas. Parmi les dignitaires présents à la cérémonie figuraient Paapa Owusu Ankomah, haut-commissaire du Ghana au Royaume-Uni.
En février 2020, il devient la première personne à recevoir le « Pillar of Peace Award ». C'est en reconnaissance de l'effort qu'il déploie pour rétablir la paix dans le royaume de Dagomba qui dure près de deux décennies.
Il reçoit le prix spécial du président du CIMG 2019.
Il réside au palais Manhyia à Kumasi, la capitale de la région d'Ashanti et de l'Empire ashanti.

### Rôle dans le rétablissement de la paix dans le royaume de Dagomba
Le président John Kufuor institue le Comité des chefs éminents, dirigé par Osei Tutu II, pour intervenir dans la crise de la chefferie de Dagomba en 2002. Le mandat du comité comprend la facilitation des négociations et la médiation des pourparlers entre les familles royales Andani et Abudu, et l'élaboration d'une feuille de route pour le rétablissement de la paix dans le royaume de Dagomba. Le comité présente ses recommandations au gouvernement du Ghana le 21 novembre 2018. Le gouvernement met en œuvre les recommandations qui comprenaient l'exécution des funérailles de Mahamadu IV et Yakubu II du 14 décembre 2018 au 18 janvier 2019. Celles-ci sont ensuite suivies de l'investiture de Bukali II en tant que régent substantiel du royaume de Dagomba. En décembre 2019, Bukali II rend une visite de courtoisie à Osei Tutu II au Palais Manhyia, pour exprimer sa gratitude pour le rôle que le roi Ashanti joue dans le processus de paix.

### Célébration du20eanniversaire
La commémoration du 20e anniversaire de l'accession d'Osei Tutu II a lieu le 21 avril 2019, au Dwabirem du palais Manhyia. C'est au grand durbar des Akwasidaekese. Des dignitaires comme Nana Addo Dankwa Akufo-Addo, Michael Ashwin Satyandre Adhin le vice-président du Suriname et Torgbui Sri, l'Awomefia de l'État d'Anlo sont présents. Parmi les autres dignitaires figuraient des diplomates et des membres de la famille royale de Namibie, du Koweït, d'Allemagne, de Chine, du Maroc, de Lettonie, du Botswana et de Palestine. Le 19 avril 2019, une cérémonie d'inauguration a lieu pour lancer la construction d'une auberge à l'Université des sciences et technologies Kwame Nkrumah. Le lendemain, le gazon est coupé pour d'autres projets comme le complexe sportif GUSS, le parc de football de plage et le parking de l'hôpital.

### Destitution des sous-chefs
En juin 2019, Osei Tutu II destitue deux chefs pour diverses infractions contre le tabouret. Akyamfou Kwame Akowuah est détrôné pour avoir violé le Grand Serment d'Ashantiman. Nana Ahenkro Sei Ababio III est destituée pour avoir ignoré les directives sur la chefferie et les conflits fonciers. En avril 2018, l'Atwimahene, Nana Antwi Agyei Brempong II est détrôné par l'Asantehene. Il est reconnu coupable d'abus du Grand Serment, bafouant les décrets du monarque sur l'administration foncière et plusieurs autres méfaits. Il est gracié et réintégré. En 2009, Nana Kofi Agyei Bi III, le chef d'Atwimah est destitué pour vente frauduleuse de terres. En 2015, Nana Mensah Bonsu, chef de Pakyi Number One, est destitué pour avoir incité les jeunes à semer la pagaille dans la région. En 2002, Osei Tutu destitue Ohenenana Kwaku Duah, le chef de Bonwire, pour insubordination et mépris flagrant des coutumes dans l'installation et la déposition de ses sous-chefs. En juillet 2020, le Bantamahene est convoqué devant le monarque pour empiètement sur les terres et détournement de la rivière Subin sans autorisation. Il est gracié après que certains des chefs de division plaident pour la clémence. Il reçoit l'ordre d'annuler toute action dans l'empiétement des terres et le détournement de la rivière et également une amende.

### Engagement envers la protection et la conservation de l'environnement
En juillet 2019, Osei Tutu II annonce son dévouement à protéger les plans d'eau du royaume d'Ashanti. Cela impliquerait la plantation de 2,5 millions d'arbres autour du lac Bosomtwe et couvrirait 400 hectares. Cela contribuerait à améliorer l'écosystème, à amortir le changement climatique et à renforcer la sensibilisation à l'environnement parmi les communautés autour du lac. L'initiative de plantation d'arbres est une collaboration entre la Fondation Oheneba Poku et le Palais Manhyia. La Commission des forêts, l'Agence de protection de l'environnement (EPA), la Commission des ressources en eau, l'Autorité du tourisme du Ghana, l'UNESCO, les assemblées de district de Bosome-Freho et de Bosumtwe et les zones de gestion des ressources communautaires du lac Bosomtwe (CREMA), qui est une ONG sont les autres intervenants.

### Jeu de loterie Otumfuo
L'Asantehene s'est associé à la National Lottery Authority (NLA) et se prépare à lancer le jeu de loterie Otumfuo. Il s'agit d'une initiative de collecte de fonds pour soutenir la Fondation Otumfuo Charity. En mai 2019, un comité de travail composé de membres de la National Lottery Authority (NLA), de la State Enterprise Commission (SEC) et de l'équipe de gouvernance de l'État d'Ashanti, présente un rapport au monarque pour approbation. L'Association nationale des opérateurs et agents de loto privés au Ghana exprime sa volonté d'adopter le jeu afin que son objectif soit atteint.

## Fondation Otumfuo Osei Tutu II (OOTIIF)
La Fondation caritative Otumfuo Osei Tutu II est officiellement lancée en avril 2009. Il est créé pour permettre au monarque de servir son peuple dans deux de ses principaux domaines d'intervention : l'éducation et la santé. Dans cette optique, le "Fonds pour l'éducation Otumfuo" est créé en 1999 pour l'amélioration de l'éducation des Ghanéens et la Fondation Serwah Ampem AIDS pour les enfants qui ont le VIH / SIDA ou qui en sont affectés,. Le Fonds pour l'éducation a, en avril 2019, soutenu 301 980 étudiants avec des bourses et d'autres formes de soutien. Ce nombre est composé de 25 756 étudiants qui reçoivent des bourses complètes et de 276 224 autres qui reçoivent une forme de soutien financier ou l'autre. En octobre 2019, plus de 600 enseignants sont reconnus dans le cadre du programme de prix des enseignants de la fondation. Il s'agissait de montrer son appréciation aux enseignants qui travaillaient dans des zones frappées par la pauvreté et n'ont pas accès à l'électricité, au téléphone, à l'eau potable et à d'autres commodités de base. De nombreux enseignants refusent d'être affectés dans ces zones en raison des conditions de vie précaires. Les récompenses sont sous forme d'argent, d'ordinateurs portables, de réfrigérateurs et de bourses jusqu'au doctorat.
En octobre 2017, Global Communities s'est associé à la Fondation pour lancer le projet YIEDIE (Youth Inclusive Entrepreneurial Development Initiative for Employment). L'initiative dure cinq ans et visait à créer des opportunités dans l'industrie de la construction, au profit des jeunes économiquement défavorisés. Global Communities, une organisation à but non lucratif de portée mondiale, travaille avec les communautés pour créer des changements durables qui améliorent la vie et les moyens de subsistance des moins privilégiés. La mise en œuvre de ce projet s'est faite en collaboration avec la Fondation Mastercard. Le projet opère dans les cinq plus grandes villes du Ghana : Accra, Kumasi, Sekondi-Takoradi, Ashaiman et Tema et offrira des opportunités à au moins 23 700 jeunes, âgés de 17 à 24 ans, qui gagnent moins de 2 dollars par jour.
En novembre 2017, 4 946 enfants de huit districts des régions Ashanti, Ahafo, Bono et Bono Est (Sekyere Nord, municipalité de Bekwai, Atwima Mponua, Bibaini-Anwhiaso-Bekwai, Bosomtwe, municipalité d'Offinso, district de New Edubaise et Goaso) reçoivent gratuitement formation en informatique. Cela est fait grâce à une collaboration entre Otumfuo-Agroecom Mobile Library Project (OAMLP), qui est une filiale de la Otumfuo Charity Foundation, et Agroecom Ghana Ltd, une société d'achat de cacao. Cette initiative est conforme à son objectif de combler le fossé des conditions d'apprentissage entre les communautés urbaines et les moins favorisées et d'inculquer la lecture et l'utilisation des TIC aux élèves au niveau de base.
En janvier 2019, une convention est conclue entre la Fondation et la Fondation des Jeunes Educateurs qui sont les organisateurs du concours " Spelling Bee". Cela visait à rendre les programmes littéraires de la Fondation des jeunes éducateurs accessibles aux communautés moins privilégiées et aux écoles publiques de la région d'Ashanti. Cela permettrait à 100 étudiants de bénéficier du programme chaque année.
En mai 2020, les élèves du premier cycle du secondaire de Kumasi reçoivent plus de 2000 livres et dictionnaires. Certaines des communautés qui bénéficient de ce geste sont Bohyen, Aduato, Adumanu, Ampabame et South Suntreso. Cela visait à maintenir les élèves actifs sur le plan scolaire pendant la fermeture des écoles pour contrôler la propagation du COVID-19.
En juin 2020, la Fondation fait don de livres à environ 750 élèves du premier cycle du secondaire de 11 écoles de base de la région d'Ahafo au Ghana. Il s'agissait de faciliter l'excellente performance des étudiants, en particulier à l'examen du certificat d'éducation de base (BECE).
En juillet 2020, AngloGold Ashanti s'est associé à la Fondation caritative Otumfuo Osei Tutu II et aux directions de l'éducation municipale et orientale d'Obuasi pour déployer un programme de radio en direct et d'apprentissage à distance à Obuasi. Il s'agissait d'assurer la poursuite de l'apprentissage, même si les écoles sont fermées pour contrôler le COVID-19. La Fondation est soutenue par la mine avec un montant de 150 000 Ghana Cedis (GH₵) pour l'achat et la distribution de 10 000 exemplaires de Readers and Workbooks aux élèves du premier cycle du secondaire dans la zone de chalandise,.
En mars 2021, le nom de la fondation est changé en Fondation Otumfuo Osei Tutu II (OOTIIF). Cela résulte de la fusion du Fonds d'éducation Otumfuo, de la Fondation Serwaa Ampem pour les enfants et de la Fondation caritative Otumfuo Osei Tutu II en une seule organisation caritative avec un nouveau conseil d'administration et une nouvelle direction. Le nouveau conseil est constitué de Nana Prof. Oheneba Boachie-Adjei Woahene II en tant que président et Sir Samuel Esson Jonah, le Dr Kwaku Mensa-Bonsu, Mme. Margaret Boateng Sekyere, Dr. Kwame Bawuah-Edusei, Rév. Akua Ofori-Boateng, M. Andrew Asamoah, Nana Akuoku Boateng et Mme. Mariam Agyeman Gyasi Jawhary.

## Vie privée
Osei Tutu II est marié à Julia Osei Tutu.